# نادي أهال
نادي أهال هو نادي كرة قدم تركمانستاني من مدينة أناو يلعب في دوري تركمانستان.